# Gilbert Bouchet
Pour les articles homonymes, voir Bouchet.
Gilbert Bouchet, né le 8 janvier 1947 à La Voulte-sur-Rhône (Ardèche), est un homme politique français, membre du parti Les Républicains. Il est élu sénateur de la Drôme le 28 septembre 2014.

## Biographie
Professionnel de l'hôtellerie, Gilbert Bouchet a repris l'établissement familial à Tain-l'Hermitage, qu'il a dirigé pendant 25 ans. Il a été président du syndicat des hôteliers de la Drôme et a créé le premier syndicat d'initiatives de la ville en 1972.
Il est maire de Tain-l'Hermitage de juin 1995 (réélu en mars 2014) à 2017 et conseiller général élu dans le canton de Tain-l'Hermitage de 1992 à 2014.
Il parraine Laurent Wauquiez pour le congrès des Républicains de 2017, scrutin lors duquel est élu le président du parti.

## Vie privée
Il est atteint de la sclérose latérale amyotrophique, autrement appelée maladie de Charcot, qui lui est diagnostiquée en 2023, tout en poursuivant son mandat de sénateur. Il défend une proposition de loi visant à améliorer la prise en charge de cette maladie.